# 2 × 3² Cube
2 × 3² Cube är ett verk av Cristos Gianakos som påminner om två fåtöljer, placerade vid Umeälvens strand i Öbackaparken i centrala Umeå.
Verket – vars "fåtöljer" knappast inbjuder till sittning – består av två rostfärgade kubformer i corténstål, uppställda mot varandra på några meters avstånd. Ur vardera kub har en mindre kub skurits ut, så att håligheterna kan bilda slutändor för en tänkt, svävande form som förbinder de två kuberna.
Konstnären Cristos Gianakos är född 1934 i New York, USA där han fortfarande är verksam, parallellt med boende i Chania, Grekland.